# クエン酸(pro-3S)-リアーゼ
クエン酸(pro-3S)-リアーゼ(Citrate (pro-3S)-lyase、EC 4.1.3.6)、以下の化学反応を触媒する酵素である。
クエン酸{\displaystyle \rightleftharpoons }酢酸 + オキサロ酢酸
従って、この酵素の基質はクエン酸のみ、生成物は酢酸とオキサロ酢酸の2つである。
この酵素はリアーゼ、特に炭素-炭素結合を切断するオキソ酸リアーゼに分類される。系統名は、クエン酸 オキサロ酢酸リアーゼ (酢酸形成)(citrate oxaloacetate-lyase (forming acetate from the pro-S carboxymethyl group of citrate))である。他に、citrase、citratase, citritase、citridesmolase、citrate aldolase、citric aldolase、citrate lyase、citrate oxaloacetate-lyase、citrate oxaloacetate-lyase [(pro-3S)-CH2COO-->acetate]等とも呼ばれる。この酵素は、クエン酸回路に関与している。

## 構造
2007年末時点で、この酵素の4つの構造が解明されている。蛋白質構造データバンクのコードは、1U5H、1U5V、1Z6K、2HJ0である。